# Floen, Halland
Floen är en sjö i Halmstads kommun i Halland och ingår i Fylleåns huvudavrinningsområde.